# UEFA Champions League 2014–15
UEFA Champions League 2014-15 là mùa giải thứ 60 của giải đấu bóng đá các câu lạc bộ hàng đầu châu Âu được tổ chức bởi UEFA, và là mùa thứ 23 kể từ khi nó được đổi tên từ Cúp các nhà vô địch châu Âu thành UEFA Champion League.

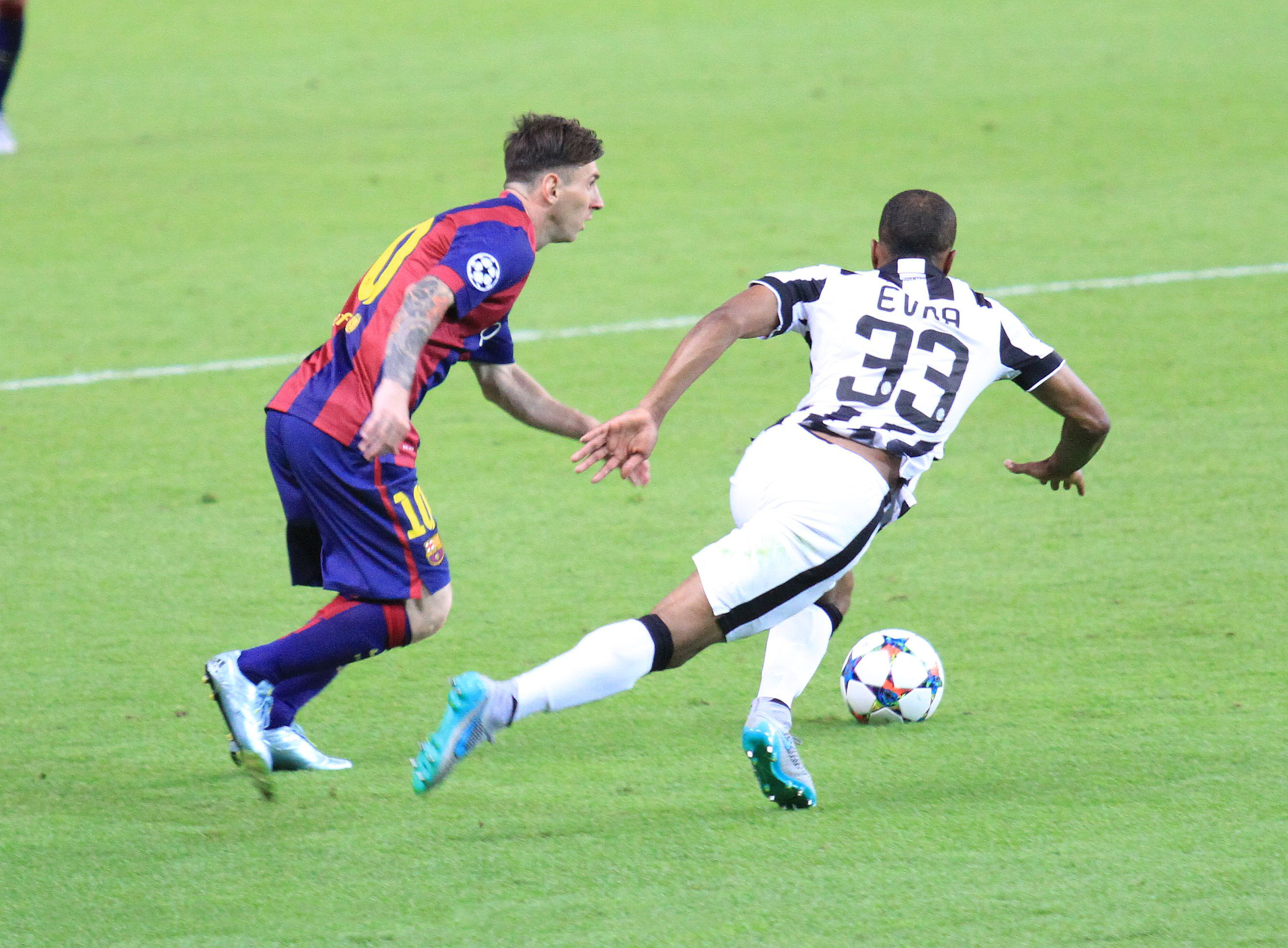
Lionel Messi và Patrice Evra trong trận chung kết tại Olympiastadion, Berlin

Trận chung kết UEFA Champion League 2015 được tổ chức tại Olympiastadion tại Berlin, Đức, với việc Barcelona của Tây Ban Nha đánh bại Juventus của Ý và vô địch lần thứ 5, đồng thời đạt được cú ăn ba. Real Madrid là đương kim vô địch, nhưng họ đã bị loại bởi Juventus ở vòng bán kết.
Mùa giải này là mùa đầu tiên mà các câu lạc bộ phải tuân theo các quy định Fair Play tài chính của UEFA để tham gia. Hơn thế, đây là mùa đầu tiên mà một câu lạc bộ ở Gibraltar thi đấu ở giải đấu, sau khi Liên đoàn bóng đá Gibraltar được chấp nhận là thành viên thứ 54 của UEFA tại hội đồng UEFA vào tháng 5-2013. họ đã được một suất trong Champion League, nó đã thuộc về Lincoln Red Imps, vô địch Giải ngoại hạng Gibraltar 2013-14.
Vào ngày 17-7-2014, bồi thẩm đoàn khẩn của UEFA ra lệnh các câu lạc bộ của Ukraine và Nga sẽ không được tham dự "cho tới khi có thông báo tương lai" do ảnh hưởng vấn đề chính trị giữa 2 nước Một quyết định khác tập trung ở vùng không ổn định là đội từ Israel bị cấm tổ chức bất kỳ cuộc thi UEFA nào do xung đột Israel-Gaza 2014. Các quy định gây nên sự gián đoạn bởi vì sự tích lũy thẻ vàng cũng được thay đổi như là tất cả thẻ phạt đều hết hạn trong cuộc thi cho tới tứ kết và sẽ không tính ở vòng bán kết.  Một điều nữa là, đây là mùa đầu tiên mà bột vôi tự hủy được sử dụng..

## Sự phân bố các đội theo liên đoàn
Tổng cộng 77 đội đến từ 53 liên đoàn trên 54 thành viên UEFA tham dự UEFA Champion League (ngoại trừ Liechtenstein, do không tổ chức giải trong nước). Các liên đoàn được xếp thứ hạng dựa trên hệ số quốc gia của UEFA được sử dụng để quyết định số đội tham gia cho mỗi liên đoàn: 
- Mỗi liên đoàn xếp hạng 1-3 sẽ có 4 đội tham gia.
- Mỗi liên đoàn xếp hạng 4-6 sẽ có 3 đội tham gia.
- Mỗi liên đoàn xếp hạng 7-15 sẽ có 2 đội tham gia.
- Mỗi liên đoàn xếp hạng 16-54 (ngoại trừ Liechtenstein) sẽ có 1 đội tham gia.

Đội vô địch UEFA Champion League 2013-14 được cho một suất thêm với tư cách là đương kim vô địch nếu họ không vượt qua vòng loại UEFA Champion League 2014-15 thông qua giải trong nước (bởi vì sự ngăn cấm là không có tối đa 4 đội tham gia Champion League trong một liên đoàn, nếu đương kim vô địch nằm trong top 3 liên đoàn và ngoài top 4 của giải trong nước, thì suất dành cho đương kim vô địch được nhường cho đội ở vị trí thứ tư của liên đoàn đó). Tuy nhiên, suất thêm đó không cần thiết cho mùa này từ khi đương kim vô địch vượt qua vòng loại giải đấu thông qua giải trong nước của họ.

### Thứ hạng các liên đoàn
Trong mùa 2014-15, các liên đoàn sẽ được phân bố dựa theo hệ số quốc gia của UEFA của họ của năm 2013, tức tính theo sự trình diễn của họ trong các cuộc thi châu Âu từ mùa 2008-09 đến mùa 2012-13.
| Hạng | Liên đoàn    | Hệ số  | Số đội |
| ---- | ------------ | ------ | ------ |
| 1    | Tây Ban Nha  | 88.025 | 4      |
| 2    | Anh          | 82.963 | 4      |
| 3    | Đức          | 79.614 | 4      |
| 4    | Ý            | 64.147 | 3      |
| 5    | Bồ Đào Nha   | 59.168 | 3      |
| 6    | Pháp         | 59.000 | 3      |
| 7    | Ukraine      | 49.758 | 2      |
| 8    | Nga          | 46.332 | 2      |
| 9    | Hà Lan       | 44.729 | 2      |
| 10   | Thổ Nhĩ Kỳ   | 34.500 | 2      |
| 11   | Bỉ           | 34.400 | 2      |
| 12   | Hy Lạp       | 34.000 | 2      |
| 13   | Thụy Sĩ      | 28.925 | 2      |
| 14   | Síp          | 26.833 | 2      |
| 15   | Đan Mạch     | 25.700 | 2      |
| 16   | Áo           | 25.375 | 1      |
| 17   | Cộng Hòa Séc | 23.725 | 1      |
| 18   | Rumani       | 23.024 | 1      |

| Hạng | Liên đoàn              | Hệ số  | Số đội |
| ---- | ---------------------- | ------ | ------ |
| 19   | Israel                 | 22.875 | 1      |
| 20   | Belarus                | 20.875 | 1      |
| 21   | Ba Lan                 | 20.750 | 1      |
| 22   | Croatia                | 19.583 | 1      |
| 23   | Thụy Điển              | 15.625 | 1      |
| 24   | Scotland               | 15.191 | 1      |
| 25   | Serbia                 | 14.625 | 1      |
| 26   | Slovakia               | 14.208 | 1      |
| 27   | Na Uy                  | 14.175 | 1      |
| 28   | Bulgary                | 12.250 | 1      |
| 29   | Hungary                | 11.750 | 1      |
| 30   | Slovenia               | 9.708  | 1      |
| 31   | Georgia                | 9.166  | 1      |
| 32   | Azerbaijan             | 8.541  | 1      |
| 33   | Phần Lan               | 8.508  | 1      |
| 34   | Bosnia and Herzegovina | 7.833  | 1      |
| 35   | Moldova                | 7.666  | 1      |
| 36   | Cộng hòa Ireland       | 7.375  | 1      |

| Hạng | Liên đoàn        | Hệ số | Số đội |
| ---- | ---------------- | ----- | ------ |
| 37   | Lithuania        | 6.500 | 1      |
| 38   | Kazakhstan       | 5.958 | 1      |
| 39   | Latvia           | 5.791 | 1      |
| 40   | Iceland          | 5.416 | 1      |
| 41   | Montenegro       | 5.250 | 1      |
| 42   | Macedonia        | 5.250 | 1      |
| 43   | Albania          | 4.166 | 1      |
| 44   | Malta            | 3.958 | 1      |
| 45   | Liechtenstein    | 3.500 | 0      |
| 46   | Luxembourg       | 3.375 | 1      |
| 47   | Northern Ireland | 3.083 | 1      |
| 48   | Wales            | 2.583 | 1      |
| 49   | Estonia          | 2.208 | 1      |
| 50   | Armenia          | 1.750 | 1      |
| 51   | Faroe Islands    | 1.583 | 1      |
| 52   | San Marino       | 0.666 | 1      |
| 53   | Andorra          | 0.500 | 1      |
| 54   | Gibraltar        | 0.000 | 1      |

### Sự phân chia theo hạng
Từ khi đương kim vô địch Real Madrid tham gia trực tiếp vòng bảng thông qua giải trong nước của họ (xếp hạng 3 của La Liga 2013-14), suất đấu thêm cho đương kim vô địch bị trống, và do đó giữ nguyên hệ thống sắp xếp được đưa ra như sau:
- Đội vô địch của liên đoàn 13 (Thụy Sĩ) được lên từ vòng sơ loại thứ 3 lên vòng bảng.
- Đội vô địch của lên đoàn thứ 16 (Áo) được lên đấu từ vòng sơ loại thứ 2 lên vòng sơ loại thứ 3.
- Đội vô địch của liên đoàn thứ 47 (Bắc Ireland) và 48 (Wales) được lên đấu từ vòng sơ loại thứ nhất lên vòng sơ loại thứ 2.

| Vòng sơ loại thứ nhất (6 đội)    | Vòng sơ loại thứ nhất (6 đội)    | - 6 đội vô địch từ các liên đoàn xếp hạng 49-54                                                                                               | |
| Vòng sơ loại thứ hai (34 đội)    | Vòng sơ loại thứ hai (34 đội)    | - 31 đội vô địch từ các liên đoàn xếp hạng 17-48 (trừ Liechtenstein)                                                                          | - 3 đội chiến thắng vòng sơ loại thứ nhất                                                                                       |
| Vòng sơ loại thứ ba              | Nhóm đội vô địch (20 đội)        | - 3 đội vô địch từ các liên đoàn 14-16 | - 17 đội chiến thắng từ vòng sơ loại thứ hai                                                                                    |
| Vòng sơ loại thứ ba              | Nhóm đội không vô địch (10 đội)  | - 9 đội á quân từ các liên đoàn xếp hạng 7-15 - 1 đội đứng thứ 3 từ liên đoàn xếp hạng 6                                                      | |
| Vòng play-off                    | Nhóm đội vô địch (10 đội)        | - 10 đội chiến thắng từ vòng sơ loại thứ ba trong nhóm các đội vô địch                                                                        | |
| Vòng play-off                    | Nhóm đội không vô địch (10 đội)  | - 2 đội đứng thứ 3 từ các liên đoàn xếp hạng 4-5 - 3 đội đứng thứ 4 từ các liên đoàn xếp hạng 1-3                                             | - 5 đội chiến thắng từ vòng sơ loại thứ ba trong nhóm các đội không vô địch                                                     |
| Vòng bảng (32 đội)               | Vòng bảng (32 đội)               | - 13 đội vô địch từ các liên đoàn xếp hạng 1-13 - 6 đội á quân từ các liên đoàn xếp hạng 1-6 - 3 đội đứng thứ 3 từ các liên đoàn xếp hạng 1-3 | - 5 đội chiến thắng vòng play-off trong nhóm các đội vô địch - 5 đội chiến thắng vòng play-off trong nhóm các đội không vô địch |
| Vòng đấu loại trực tiếp (16 đội) | Vòng đấu loại trực tiếp (16 đội) | - 8 đội nhất bảng trong tám bảng đấu - 8 đội nhì bảng trong tám bảng đấu                                                                      | |

### Các đội
Vị trí các đội của các giải của các mùa trước được đưa ra ở bảng dưới.
| Vòng bảng               | Vòng bảng                    | Vòng bảng                   | Vòng bảng                   |
| ----------------------- | ---------------------------- | --------------------------- | --------------------------- |
| Real MadridTH (3rd)     | Bayern Munich (1st)          | Sporting CP (2nd)           | Galatasaray (2nd)[Note TUR] |
| Atlético Madrid (1st)   | Borussia Dortmund (2nd)      | Paris Saint-Germain (1st)   | Anderlecht (1st)            |
| Barcelona (2nd)         | Schalke 04 (3rd)             | Monaco (2nd)                | Olympiacos (1st)            |
| Manchester City (1st)   | Juventus (1st)               | Shakhtar Donetsk (1st)      | Basel (1st)                 |
| Liverpool (2nd)         | Roma (2nd)                   | CSKA Moscow (1st)           |                             |
| Chelsea (3rd)           | Benfica (1st)                | Ajax (1st)                  |                             |
| Vòng play-off           |                              |                             |                             |
| Vô địch                 | Không vô địch                | Không vô địch               | Không vô địch               |
| Athletic Bilbao (4th)   | Bayer Leverkusen (4th)       | Porto (3rd)                 |                             |
| Arsenal (4th)           | Napoli (3rd)                 |                             |                             |
| Vòng sơ loại thứ ba     |                              |                             |                             |
| Vô địch                 | Không vô địch                | Không vô địch               | Không vô địch               |
| APOEL (1st)             | Lille (3rd)                  | Beşiktaş (3rd)[Note TUR]    | AEL Limassol (2nd)          |
| AaB (1st)               | Dnipro Dnipropetrovsk (2nd)  | Standard Liège (2nd)        | Copenhagen (2nd)            |
| Red Bull Salzburg (1st) | Zenit Saint Petersburg (2nd) | Panathinaikos (2nd)         |                             |
| Feyenoord (2nd)         | Grasshoppers (2nd)           |                             |                             |
| Vòng sơ loại thứ hai    |                              |                             |                             |
| Sparta Prague (1st)     | Partizan (2nd)[Note SRB]     | HJK (1st)                   | Sutjeska Nikšić (1st)       |
| Steaua București (1st)  | Slovan Bratislava (1st)      | Zrinjski Mostar (1st)       | Rabotnički (1st)            |
| Maccabi Tel Aviv (1st)  | Strømsgodset (1st)           | Sheriff Tiraspol (1st)      | Skënderbeu Korçë (1st)      |
| BATE Borisov (1st)      | Ludogorets Razgrad (1st)     | St Patrick's Athletic (1st) | Valletta (1st)              |
| Legia Warsaw (1st)      | Debrecen (1st)               | Žalgiris Vilnius (1st)      | F91 Dudelange (1st)         |
| Dinamo Zagreb (1st)     | Maribor (1st)                | Aktobe (1st)                | Cliftonville (1st)          |
| Malmö FF (1st)          | Dinamo Tbilisi (1st)         | Ventspils (1st)             | The New Saints (1st)        |
| Celtic (1st)            | Qarabağ (1st)                | KR (1st)                    |                             |
| Vòng sơ loại thứ nhất   |                              |                             |                             |
| Levadia Tallinn (1st)   | HB (1st)                     | FC Santa Coloma (1st)       |                             |
| Banants (1st)           | La Fiorita (1st)             | Lincoln Red Imps (1st)      |                             |

## Ngày rút thăm và thi đấu
Lịch thi đấu của cuộc thi được đưa ra ở bảng dưới (Tất cả sự rút thăm được tổ chức tại trụ sở UEFA tại Nyon, Thụy Sĩ trừ khi đã được tuyên bố).
| Kỳ đấu                  | Vòng đấu              | Ngày bốc thăm | Lượt đi                     | Lượt về                     |
| ----------------------- | --------------------- | ------------- | --------------------------- | --------------------------- |
| Vòng sơ loại            | Vòng sơ loại thứ nhất | 23-6-2014     | 1 đến 2-7-2014              | 8 đến 9-7-2014              |
| Vòng sơ loại            | Vòng sơ loại thứ hai  | 23-6-2014     | 15–ngày 16 tháng 7 năm 2014 | 22–ngày 23 tháng 7 năm 2014 |
| Vòng sơ loại            | Vòng sơ loại thứ ba   | 18-7-2014     | 29–30 tháng 7-2014          | 5–6 tháng 8-2014            |
| Play-off                | Play-off round        | 8-8-2014      | 19–20 tháng 8-2014          | 26–27 tháng 8-2014          |
| Vòng bảng               | Ngày đấu 1            | 28-8-2014     | 16–17 tháng 9-2014          | 16–17 tháng 9-2014          |
| Vòng bảng               | Ngày đấu 2            | 28-8-2014     | 30 tháng 9–1 tháng 10-2014  | 30 tháng 9–1 tháng 10-2014  |
| Vòng bảng               | Ngày đấu 3            | 28-8-2014     | 21–22 tháng 10-2014         | 21–22 tháng 10-2014         |
| Vòng bảng               | Ngày đấu 4            | 28-8-2014     | 4–5 tháng 11-2014           | 4–5 tháng 11-2014           |
| Vòng bảng               | Ngày đấu 5            | 28-8-2014     | 25–26 tháng 11-2014         | 25–26 tháng 11-2014         |
| Vòng bảng               | Ngày đấu 6            | 28-8-2014     | 9–10 tháng 12-2014          | 9–10 tháng 12-2014          |
| Vòng đấu loại trực tiếp | Vòng 16 đội           | 15-12-2014    | 17-18 & 24-25 tháng 2-2015  | 10-11 & 17-18 tháng 3-2015  |
| Vòng đấu loại trực tiếp | Tứ kết                | 20-3-2015     | 14–15 tháng 4-2015          | 21–22 tháng 4-2015          |
| Vòng đấu loại trực tiếp | Bán kết               | 24-4-2015     | 5–6 tháng 5-2015            | 12–13 tháng 5-2015          |
| Vòng đấu loại trực tiếp | Chung kết             | 24-4-2015     | 6-6-2015                    | 6-6-2015                    |

## Vòng loại
Trong vòng loại và play-off, các đội được chia thành các hạt giống và phi hạt giống dựa trên hệ số câu lạc bộ của UEFA 2014, sau đó chia thành các đội khách-nhà qua 2 lượt đấu. Các đội đến từ cùng 1 liên đoàn sẽ không đấu với nhau.

### Vòng sơ loại thứ nhất
Đợt bốc thăm vòng sơ loại thứ nhất và thứ hai được tổ chức vào ngày 23-6-2014. Lượt đi vòng sơ loại một sẽ được đấu vào 1-2 tháng 7-2014 và lượt về sẽ được đấu vào ngày 8-7-2014. 
| Đội 1            | TTS     | Đội 2           | Lượt đi | Lượt về |
| ---------------- | ------- | --------------- | ------- | ------- |
| FC Santa Coloma  | 3–3 (a) | Banants         | 1–0     | 2–3     |
| Lincoln Red Imps | 3–6     | HB              | 1–1     | 2–5     |
| La Fiorita       | 0–8     | Levadia Tallinn | 0–1     | 0–7     |

### Vòng sơ loại thứ hai
Lượt đi được đấu vào ngày 15 và 16 tháng 7-2014, và lượt về được đấu vào ngày 22 và 23 tháng 7-2014.
| Đội 1              | TTS     | Đội 2                 | Lượt đi | Lượt về |
| ------------------ | ------- | --------------------- | ------- | ------- |
| BATE Borisov       | 1–1 (a) | Skënderbeu Korçë      | 0–0     | 1–1     |
| FC Santa Coloma    | 0–3[A]  | Maccabi Tel Aviv      | 0–1     | 0–2     |
| Dinamo Tbilisi     | 0–4     | Aktobe                | 0–1     | 0–3     |
| Zrinjski Mostar    | 0–2     | Maribor               | 0–0     | 0–2     |
| Sheriff Tiraspol   | 5–0     | Sutjeska Nikšić       | 2–0     | 3–0     |
| Sparta Prague      | 8–1     | Levadia Tallinn       | 7–0     | 1–1     |
| Malmö FF           | 1–0     | Ventspils             | 0–0     | 1–0     |
| Slovan Bratislava  | 3–0     | The New Saints        | 1–0     | 2–0     |
| KR                 | 0–5[B]  | Celtic                | 0–1     | 0–4     |
| Cliftonville       | 0–2     | Debrecen              | 0–0     | 0–2     |
| Partizan           | 6–1     | HB                    | 3–0     | 3–1     |
| Legia Warsaw       | 6–1     | St Patrick's Athletic | 1–1     | 5–0     |
| Rabotnički         | 1–2     | HJK                   | 0–0     | 1–2     |
| Dinamo Zagreb      | 4–0     | Žalgiris Vilnius      | 2–0     | 2–0     |
| Ludogorets Razgrad | 5–1     | F91 Dudelange         | 4–0     | 1–1     |
| Valletta           | 0–5     | Qarabağ               | 0–1     | 0–4     |
| Strømsgodset       | 0–3     | Steaua București      | 0–1     | 0–2     |

Notes
1. ^ Order of legs reversed after original draw, due to the 2014 Israel–Gaza conflict.[22]
2. ^ Order of legs reversed after original draw.

### Vòng sơ loại thứ ba
Đợt bốc thăm của vòng sơ loại thứ ba được tổ chức vào 18-7-2014. Lượt đi được đấu vào ngày 29 và 30 tháng 7-2014 và lượt về được đấu vào ngày 5 và 6 tháng 8-2014.
| Đội 1                 | TTS             | Đội 2                  | Lượt đi         | Lượt về         |                 |
| Champions Route       | Champions Route | Champions Route        | Champions Route | Champions Route | Champions Route |
| --------------------- | --------------- | ---------------------- | --------------- | --------------- | --------------- |
| Qarabağ               | 2–3             | Red Bull Salzburg      | 2–1             | 0–2             |                 |
| Debrecen              | 2–3             | BATE Borisov           | 1–0             | 1–3             |                 |
| Slovan Bratislava     | 2–1             | Sheriff Tiraspol       | 2–1             | 0–0             |                 |
| AaB                   | 2–1             | Dinamo Zagreb          | 0–1             | 2–0             |                 |
| Legia Warsaw          | 4–4 (a)         | Celtic                 | 4–1             | 0–3[C]          |                 |
| Aktobe                | 3–4             | Steaua București       | 2–2             | 1–2             |                 |
| Maribor               | 3–2             | Maccabi Tel Aviv       | 1–0             | 2–2             |                 |
| HJK                   | 2–4             | APOEL                  | 2–2             | 0–2             |                 |
| Sparta Prague         | 4–4 (a)         | Malmö FF               | 4–2             | 0–2             |                 |
| Ludogorets Razgrad    | 2–2 (a)         | Partizan               | 0–0             | 2–2             |                 |
| League Route          |                 |                        |                 |                 |                 |
| AEL Limassol          | 1–3             | Zenit Saint Petersburg | 1–0             | 0–3             |                 |
| Dnipro Dnipropetrovsk | 0–2             | Copenhagen             | 0–0             | 0–2             |                 |
| Feyenoord             | 2–5             | Beşiktaş               | 1–2             | 1–3             |                 |
| Grasshoppers          | 1–3             | Lille                  | 0–2             | 1–1             |                 |
| Standard Liège        | 2–1             | Panathinaikos          | 0–0             | 2–1             |                 |

Notes
1. ^ UEFA awarded Celtic a 3–0 win due to Legia Warsaw fielding suspended player Bartosz Bereszyński in the second leg. The original match had ended in a 2–0 win for Legia Warsaw.[23]

## Vòng bảng

### Group A
Bản mẫu:2014–15 UEFA Champions League Group A
| Olympiacos                                | 3–2    | Atlético Madrid               |
| ----------------------------------------- | ------ | ----------------------------- |
| Masuaku 13' · Afellay 31' · Mitroglou 73' | Report | Mandžukić 38' · Griezmann 86' |

| Juventus       | 2–0    | Malmö FF |
| -------------- | ------ | -------- |
| Tevez 59', 90' | Report |          |

| Malmö FF           | 2–0    | Olympiacos |
| ------------------ | ------ | ---------- |
| Rosenberg 42', 82' | Report |            |

| Atlético Madrid | 1–0    | Juventus |
| --------------- | ------ | -------- |
| Turan 75'       | Report |          |

| Atlético Madrid                                                    | 5–0    | Malmö FF |
| ------------------------------------------------------------------ | ------ | -------- |
| Koke 48' · Mandžukić 61' · Griezmann 63' · Godín 87' · Cerci 90+3' | Report |          |

| Olympiacos | 1–0    | Juventus |
| ---------- | ------ | -------- |
| Kasami 36' | Report |          |

| Malmö FF | 0–2    | Atlético Madrid       |
| -------- | ------ | --------------------- |
|          | Report | Koke 30' · García 78' |

| Juventus                                   | 3–2    | Olympiacos              |
| ------------------------------------------ | ------ | ----------------------- |
| Pirlo 21' · Roberto 65' (l.n.) · Pogba 66' | Report | Botía 24' · N'Dinga 61' |

| Atlético Madrid                     | 4–0    | Olympiacos |
| ----------------------------------- | ------ | ---------- |
| García 9' · Mandžukić 38', 62', 65' | Report |            |

| Malmö FF | 0–2    | Juventus                 |
| -------- | ------ | ------------------------ |
|          | Report | Llorente 49' · Tevez 88' |

| Olympiacos                                               | 4–2    | Malmö FF                  |
| -------------------------------------------------------- | ------ | ------------------------- |
| Fuster 22' · Domínguez 63' · Mitroglou 87' · Afellay 90' | Report | Kroon 59' · Rosenberg 81' |

| Juventus | 0–0    | Atlético Madrid |
| -------- | ------ | --------------- |
|          | Report |                 |

### Group B
Bản mẫu:2014–15 UEFA Champions League Group B
| Liverpool                             | 2–1    | Ludogorets Razgrad |
| ------------------------------------- | ------ | ------------------ |
| Balotelli 82' · Gerrard 90+3' (ph.đ.) | Report | Abalo 90+1'        |

| Real Madrid                                                             | 5–1    | Basel        |
| ----------------------------------------------------------------------- | ------ | ------------ |
| Suchý 14' (l.n.) · Bale 30' · Ronaldo 31' · Rodríguez 37' · Benzema 79' | Report | González 38' |

| Basel        | 1–0    | Liverpool |
| ------------ | ------ | --------- |
| Streller 52' | Report |           |

| Ludogorets Razgrad | 1–2    | Real Madrid                       |
| ------------------ | ------ | --------------------------------- |
| Marcelinho 6'      | Report | Ronaldo 24' (ph.đ.) · Benzema 77' |

| Ludogorets Razgrad | 1–0    | Basel |
| ------------------ | ------ | ----- |
| Minev 90+2'        | Report |       |

| Liverpool | 0–3    | Real Madrid                    |
| --------- | ------ | ------------------------------ |
|           | Report | Ronaldo 23' · Benzema 30', 41' |

| Basel                                             | 4–0    | Ludogorets Razgrad |
| ------------------------------------------------- | ------ | ------------------ |
| Embolo 34' · González 41' · Gashi 59' · Suchý 65' | Report |                    |

| Real Madrid | 1–0    | Liverpool |
| ----------- | ------ | --------- |
| Benzema 27' | Report |           |

| Ludogorets Razgrad     | 2–2    | Liverpool                  |
| ---------------------- | ------ | -------------------------- |
| Abalo 3' · Terziev 88' | Report | Lambert 8' · Henderson 37' |

| Basel | 0–1    | Real Madrid |
| ----- | ------ | ----------- |
|       | Report | Ronaldo 35' |

| Liverpool   | 1–1    | Basel    |
| ----------- | ------ | -------- |
| Gerrard 81' | Report | Frei 25' |

| Real Madrid                                               | 4–0    | Ludogorets Razgrad |
| --------------------------------------------------------- | ------ | ------------------ |
| Ronaldo 20' (ph.đ.) · Bale 38' · Arbeloa 80' · Medrán 88' | Report |                    |

Notes
1. ^ a b c Ludogorets Razgrad played their home matches at Vasil Levski National Stadium, Sofia instead of their regular stadium, Ludogorets Arena, Razgrad.

### Group C
Bản mẫu:2014–15 UEFA Champions League Group C
| Monaco       | 1–0    | Bayer Leverkusen |
| ------------ | ------ | ---------------- |
| Moutinho 61' | Report |                  |

| Benfica | 0–2    | Zenit Saint Petersburg |
| ------- | ------ | ---------------------- |
|         | Report | Hulk 5' · Witsel 22'   |

| Zenit Saint Petersburg | 0–0    | Monaco |
| ---------------------- | ------ | ------ |
|                        | Report |        |

| Bayer Leverkusen                                          | 3–1    | Benfica    |
| --------------------------------------------------------- | ------ | ---------- |
| Kießling 25' · Son Heung-min 34' · Çalhanoğlu 64' (ph.đ.) | Report | Salvio 62' |

| Bayer Leverkusen              | 2–0    | Zenit Saint Petersburg |
| ----------------------------- | ------ | ---------------------- |
| Donati 58' · Papadopoulos 63' | Report |                        |

| Monaco | 0–0    | Benfica |
| ------ | ------ | ------- |
|        | Report |         |

| Zenit Saint Petersburg | 1–2    | Bayer Leverkusen       |
| ---------------------- | ------ | ---------------------- |
| Rondón 89'             | Report | Son Heung-min 68', 73' |

| Benfica     | 1–0    | Monaco |
| ----------- | ------ | ------ |
| Talisca 82' | Report |        |

| Zenit Saint Petersburg | 1–0    | Benfica |
| ---------------------- | ------ | ------- |
| Danny 79'              | Report |         |

| Bayer Leverkusen | 0–1    | Monaco      |
| ---------------- | ------ | ----------- |
|                  | Report | Ocampos 72' |

| Monaco                      | 2–0    | Zenit Saint Petersburg |
| --------------------------- | ------ | ---------------------- |
| Abdennour 63' · Fabinho 89' | Report |                        |

| Benfica | 0–0    | Bayer Leverkusen |
| ------- | ------ | ---------------- |
|         | Report |                  |

### Group D
Bản mẫu:2014–15 UEFA Champions League Group D
| Galatasaray  | 1–1    | Anderlecht |
| ------------ | ------ | ---------- |
| Yılmaz 90+1' | Report | Praet 52'  |

| Borussia Dortmund             | 2–0    | Arsenal |
| ----------------------------- | ------ | ------- |
| Immobile 45' · Aubameyang 48' | Report |         |

| Arsenal                             | 4–1    | Galatasaray        |
| ----------------------------------- | ------ | ------------------ |
| Welbeck 22', 30', 52' · Sánchez 41' | Report | Yılmaz 63' (ph.đ.) |

| Anderlecht | 0–3    | Borussia Dortmund            |
| ---------- | ------ | ---------------------------- |
|            | Report | Immobile 3' · Ramos 69', 79' |

| Anderlecht | 1–2    | Arsenal                    |
| ---------- | ------ | -------------------------- |
| Najar 71'  | Report | Gibbs 89' · Podolski 90+1' |

| Galatasaray | 0–4    | Borussia Dortmund                         |
| ----------- | ------ | ----------------------------------------- |
|             | Report | Aubameyang 6', 18' · Reus 41' · Ramos 83' |

| Arsenal                                                   | 3–3    | Anderlecht                                   |
| --------------------------------------------------------- | ------ | -------------------------------------------- |
| Arteta 25' (ph.đ.) · Sánchez 29' · Oxlade-Chamberlain 58' | Report | Vanden Borre 61', 73' (ph.đ.) · Mitrović 90' |

| Borussia Dortmund                                                | 4–1    | Galatasaray |
| ---------------------------------------------------------------- | ------ | ----------- |
| Reus 39' · Papastathopoulos 56' · Immobile 74' · Kaya 85' (l.n.) | Report | Balta 70'   |

| Anderlecht      | 2–0    | Galatasaray |
| --------------- | ------ | ----------- |
| Mbemba 44', 86' | Report |             |

| Arsenal                 | 2–0    | Borussia Dortmund |
| ----------------------- | ------ | ----------------- |
| Sanogo 2' · Sánchez 57' | Report |                   |

| Galatasaray  | 1–4    | Arsenal                              |
| ------------ | ------ | ------------------------------------ |
| Sneijder 88' | Report | Podolski 3', 90+2' · Ramsey 11', 29' |

| Borussia Dortmund | 1–1    | Anderlecht   |
| ----------------- | ------ | ------------ |
| Immobile 58'      | Report | Mitrović 84' |

### Group E
Bản mẫu:2014–15 UEFA Champions League Group E
| Roma                                                                | 5–1    | CSKA Moscow |
| ------------------------------------------------------------------- | ------ | ----------- |
| Iturbe 6' · Gervinho 10', 31' · Maicon 20' · Ignashevich 50' (l.n.) | Report | Musa 82'    |

| Bayern Munich | 1–0    | Manchester City |
| ------------- | ------ | --------------- |
| Boateng 90'   | Report |                 |

| CSKA Moscow | 0–1    | Bayern Munich      |
| ----------- | ------ | ------------------ |
|             | Report | Müller 22' (ph.đ.) |

| Manchester City   | 1–1    | Roma      |
| ----------------- | ------ | --------- |
| Agüero 4' (ph.đ.) | Report | Totti 23' |

| CSKA Moscow                      | 2–2    | Manchester City         |
| -------------------------------- | ------ | ----------------------- |
| Doumbia 65' · Natkho 86' (ph.đ.) | Report | Agüero 29' · Milner 38' |

| Roma         | 1–7    | Bayern Munich                                                                                |
| ------------ | ------ | -------------------------------------------------------------------------------------------- |
| Gervinho 66' | Report | Robben 9', 30' · Götze 23' · Lewandowski 25' · Müller 36' (ph.đ.) · Ribéry 78' · Shaqiri 80' |

| Manchester City | 1–2    | CSKA Moscow     |
| --------------- | ------ | --------------- |
| Touré 8'        | Report | Doumbia 2', 34' |

| Bayern Munich          | 2–0    | Roma |
| ---------------------- | ------ | ---- |
| Ribéry 38' · Götze 64' | Report |      |

| CSKA Moscow         | 1–1    | Roma      |
| ------------------- | ------ | --------- |
| V. Berezutski 90+3' | Report | Totti 43' |

| Manchester City                | 3–2    | Bayern Munich                |
| ------------------------------ | ------ | ---------------------------- |
| Agüero 22' (ph.đ.), 85', 90+1' | Report | Alonso 40' · Lewandowski 45' |

| Roma | 0–2    | Manchester City          |
| ---- | ------ | ------------------------ |
|      | Report | Nasri 60' · Zabaleta 86' |

| Bayern Munich                             | 3–0    | CSKA Moscow |
| ----------------------------------------- | ------ | ----------- |
| Müller 18' (ph.đ.) · Rode 84' · Götze 90' | Report |             |

Notes
1. ^ The CSKA Moscow v Bayern Munich match was played behind closed doors due to punishment by UEFA.[36]
2. ^ a b The CSKA Moscow v Manchester City and v Roma matches were played behind closed doors due to punishment by UEFA, after incidents at the Roma v CSKA Moscow match on ngày 17 tháng 9 năm 2014.[37]

### Group F
Bản mẫu:2014–15 UEFA Champions League Group F
| Barcelona | 1–0    | APOEL |
| --------- | ------ | ----- |
| Piqué 28' | Report |       |

| Ajax       | 1–1    | Paris Saint-Germain |
| ---------- | ------ | ------------------- |
| Schöne 74' | Report | Cavani 14'          |

| Paris Saint-Germain                         | 3–2    | Barcelona              |
| ------------------------------------------- | ------ | ---------------------- |
| David Luiz 10' · Verratti 26' · Matuidi 54' | Report | Messi 12' · Neymar 56' |

| APOEL               | 1–1    | Ajax         |
| ------------------- | ------ | ------------ |
| Manduca 31' (ph.đ.) | Report | Andersen 28' |

| APOEL | 0–1    | Paris Saint-Germain |
| ----- | ------ | ------------------- |
|       | Report | Cavani 87'          |

| Barcelona                            | 3–1    | Ajax         |
| ------------------------------------ | ------ | ------------ |
| Neymar 7' · Messi 24' · Sandro 90+4' | Report | El Ghazi 88' |

| Paris Saint-Germain | 1–0    | APOEL |
| ------------------- | ------ | ----- |
| Cavani 1'           | Report |       |

| Ajax | 0–2    | Barcelona      |
| ---- | ------ | -------------- |
|      | Report | Messi 36', 76' |

| APOEL | 0–4    | Barcelona                        |
| ----- | ------ | -------------------------------- |
|       | Report | Suárez 27' · Messi 38', 58', 87' |

| Paris Saint-Germain               | 3–1    | Ajax         |
| --------------------------------- | ------ | ------------ |
| Cavani 33', 83' · Ibrahimović 78' | Report | Klaassen 67' |

| Barcelona                           | 3–1    | Paris Saint-Germain |
| ----------------------------------- | ------ | ------------------- |
| Messi 19' · Neymar 42' · Suárez 77' | Report | Ibrahimović 15'     |

| Ajax                                                 | 4–0    | APOEL |
| ---------------------------------------------------- | ------ | ----- |
| Schöne 45+1' (ph.đ.), 50' · Klaassen 53' · Milik 74' | Report |       |

### Group G
Bản mẫu:2014–15 UEFA Champions League Group G
| Chelsea      | 1–1    | Schalke 04    |
| ------------ | ------ | ------------- |
| Fàbregas 11' | Report | Huntelaar 62' |

| Maribor       | 1–1    | Sporting CP |
| ------------- | ------ | ----------- |
| Zahović 90+2' | Report | Nani 80'    |

| Sporting CP | 0–1    | Chelsea   |
| ----------- | ------ | --------- |
|             | Report | Matić 34' |

| Schalke 04    | 1–1    | Maribor   |
| ------------- | ------ | --------- |
| Huntelaar 56' | Report | Bohar 37' |

| Schalke 04                                                            | 4–3    | Sporting CP                        |
| --------------------------------------------------------------------- | ------ | ---------------------------------- |
| Obasi 34' · Huntelaar 51' · Höwedes 60' · Choupo-Moting 90+3' (ph.đ.) | Report | Nani 16' · Adrien 64' (ph.đ.), 78' |

| Chelsea                                                                                | 6–0    | Maribor |
| -------------------------------------------------------------------------------------- | ------ | ------- |
| Rémy 13' · Drogba 23' (ph.đ.) · Terry 31' · Viler 54' (l.n.) · Hazard 77' (ph.đ.), 90' | Report |         |

| Sporting CP                                         | 4–2    | Schalke 04                    |
| --------------------------------------------------- | ------ | ----------------------------- |
| Sarr 26' · Jefferson 52' · Nani 72' · Slimani 90+1' | Report | Slimani 17' (l.n.) · Aogo 88' |

| Maribor     | 1–1    | Chelsea   |
| ----------- | ------ | --------- |
| Ibraimi 50' | Report | Matić 73' |

| Schalke 04 | 0–5    | Chelsea                                                                  |
| ---------- | ------ | ------------------------------------------------------------------------ |
|            | Report | Terry 2' · Willian 29' · Kirchhoff 44' (l.n.) · Drogba 76' · Ramires 78' |

| Sporting CP                       | 3–1    | Maribor              |
| --------------------------------- | ------ | -------------------- |
| Mané 10' · Nani 35' · Slimani 65' | Report | Jefferson 42' (l.n.) |

| Chelsea                                        | 3–1    | Sporting CP |
| ---------------------------------------------- | ------ | ----------- |
| Fàbregas 8' (ph.đ.) · Schürrle 16' · Mikel 56' | Report | Silva 50'   |

| Maribor | 0–1    | Schalke 04 |
| ------- | ------ | ---------- |
|         | Report | Meyer 62'  |

### Group H
Bản mẫu:2014–15 UEFA Champions League Group H
| Porto                                                            | 6–0    | BATE Borisov |
| ---------------------------------------------------------------- | ------ | ------------ |
| Brahimi 5', 32', 57' · Martínez 37' · Adrián 61' · Aboubakar 76' | Report |              |

| Athletic Bilbao | 0–0    | Shakhtar Donetsk |
| --------------- | ------ | ---------------- |
|                 | Report |                  |

| Shakhtar Donetsk                     | 2–2    | Porto                       |
| ------------------------------------ | ------ | --------------------------- |
| Alex Teixeira 52' · Luiz Adriano 85' | Report | Martínez 89' (ph.đ.), 90+4' |

| BATE Borisov                 | 2–1    | Athletic Bilbao |
| ---------------------------- | ------ | --------------- |
| Palyakow 19' · Karnitsky 41' | Report | Aduriz 45'      |

| BATE Borisov | 0–7    | Shakhtar Donetsk                                                                             |
| ------------ | ------ | -------------------------------------------------------------------------------------------- |
|              | Report | Alex Teixeira 11' · Luiz Adriano 28' (ph.đ.), 36', 40', 44', 82' (ph.đ.) · Douglas Costa 35' |

| Porto                      | 2–1    | Athletic Bilbao |
| -------------------------- | ------ | --------------- |
| Herrera 45' · Quaresma 75' | Report | Guillermo 58'   |

| Shakhtar Donetsk                                                    | 5–0    | BATE Borisov |
| ------------------------------------------------------------------- | ------ | ------------ |
| Srna 19' · Alex Teixeira 48' · Luiz Adriano 58' (ph.đ.), 83', 90+3' | Report |              |

| Athletic Bilbao | 0–2    | Porto                      |
| --------------- | ------ | -------------------------- |
|                 | Report | Martínez 56' · Brahimi 73' |

| BATE Borisov | 0–3    | Porto                                  |
| ------------ | ------ | -------------------------------------- |
|              | Report | Herrera 56' · Martínez 65' · Tello 89' |

| Shakhtar Donetsk | 0–1    | Athletic Bilbao |
| ---------------- | ------ | --------------- |
|                  | Report | San José 68'    |

| Porto         | 1–1    | Shakhtar Donetsk |
| ------------- | ------ | ---------------- |
| Aboubakar 87' | Report | Stepanenko 50'   |

| Athletic Bilbao            | 2–0    | BATE Borisov |
| -------------------------- | ------ | ------------ |
| San José 47' · Susaeta 88' | Report |              |

## Vòng knock-out

### Bracket
|  | Round of 16                      | Round of 16   | Round of 16 | Round of 16 |   |                     | Quarter-finals | Quarter-finals | Quarter-finals | Quarter-finals |  |           | Semi-finals | Semi-finals | Semi-finals | Semi-finals |          |   | Final | Final |
|  |                                  |               |             |             |   |                     |                |                |                |                |  |           |             |             |             |             |          |   |       |       |
|  | Juventus                         | 2             | 3           | 5           |   |                     |                |                |                |                |  |           |             |             |             |             |          |   |       |       |
|  | Borussia Dortmund                | 1             | 0           | 1           |   |                     |                |                |                |                |  |           |             |             |             |             |          |   |       |       |
|  | Borussia Dortmund                | 1             | 0           | 1           |   | Juventus            | 1              | 0              | 1              |                |  |           |             |             |             |             |          |   |       |       |
|  |                                  |               |             |             |   | Juventus            | 1              | 0              | 1              |                |  |           |             |             |             |             |          |   |       |       |
|  |                                  | Monaco        | 0           | 0           | 0 |                     |                |                |                |                |  |           |             |             |             |             |          |   |       |       |
|  | Arsenal                          | Monaco        | 0           | 0           | 0 | 1                   | 2              | 3              |                |                |  |           |             |             |             |             |          |   |       |       |
|  | Arsenal                          |               |             |             |   | 1                   | 2              | 3              |                |                |  |           |             |             |             |             |          |   |       |       |
|  | Monaco Bản mẫu:AGR               | 3             | 0           | 3           |   |                     |                |                |                |                |  |           |             |             |             |             |          |   |       |       |
|  | Monaco Bản mẫu:AGR               | 3             | 0           | 3           |   |                     |                |                |                |                |  | Juventus  | 2           | 1           | 3           |             |          |   |       |       |
|  |                                  |               |             |             |   |                     |                |                |                |                |  | Juventus  | 2           | 1           | 3           |             |          |   |       |       |
|  |                                  | Real Madrid   | 1           | 1           | 2 |                     |                |                |                |                |  |           |             |             |             |             |          |   |       |       |
|  | Bayer Leverkusen                 | Real Madrid   | 1           | 1           | 2 | 1                   | 0              | 1 (2)          |                |                |  |           |             |             |             |             |          |   |       |       |
|  | Bayer Leverkusen                 |               |             |             |   | 1                   | 0              | 1 (2)          |                |                |  |           |             |             |             |             |          |   |       |       |
|  | Atlético Madrid (p)              | 0             | 1           | 1 (3)       |   |                     |                |                |                |                |  |           |             |             |             |             |          |   |       |       |
|  | Atlético Madrid (p)              | 0             | 1           | 1 (3)       |   | Atlético Madrid     | 0              | 0              | 0              |                |  |           |             |             |             |             |          |   |       |       |
|  |                                  |               |             |             |   | Atlético Madrid     | 0              | 0              | 0              |                |  |           |             |             |             |             |          |   |       |       |
|  |                                  | Real Madrid   | 0           | 1           | 1 |                     |                |                |                |                |  |           |             |             |             |             |          |   |       |       |
|  | Schalke 04                       | Real Madrid   | 0           | 1           | 1 | 0                   | 4              | 4              |                |                |  |           |             |             |             |             |          |   |       |       |
|  | Schalke 04                       |               |             |             |   | 0                   | 4              | 4              |                |                |  |           |             |             |             |             |          |   |       |       |
|  | Real Madrid                      | 2             | 3           | 5           |   |                     |                |                |                |                |  |           |             |             |             |             |          |   |       |       |
|  | Real Madrid                      | 2             | 3           | 5           |   |                     |                |                |                |                |  |           |             |             |             |             | Juventus | 1 |       |       |
|  |                                  |               |             |             |   |                     |                |                |                |                |  |           |             |             |             |             |          | 1 |       |       |
|  |                                  | Barcelona     | 3           |             |   |                     |                |                |                |                |  |           |             |             |             |             |          |   |       |       |
|  | Paris Saint-Germain (s.h.p.); a) | Barcelona     | 3           | 1           | 2 | 3                   |                |                |                |                |  |           |             |             |             |             |          |   |       |       |
|  | Paris Saint-Germain (s.h.p.); a) |               |             | 1           | 2 | 3                   |                |                |                |                |  |           |             |             |             |             |          |   |       |       |
|  | Chelsea                          | 1             | 2           | 3           |   |                     |                |                |                |                |  |           |             |             |             |             |          |   |       |       |
|  | Chelsea                          | 1             | 2           | 3           |   | Paris Saint-Germain | 1              | 0              | 1              |                |  |           |             |             |             |             |          |   |       |       |
|  |                                  |               |             |             |   | Paris Saint-Germain | 1              | 0              | 1              |                |  |           |             |             |             |             |          |   |       |       |
|  |                                  | Barcelona     | 3           | 2           | 5 |                     |                |                |                |                |  |           |             |             |             |             |          |   |       |       |
|  | Manchester City                  | Barcelona     | 3           | 2           | 5 | 1                   | 0              | 1              |                |                |  |           |             |             |             |             |          |   |       |       |
|  | Manchester City                  |               |             |             |   | 1                   | 0              | 1              |                |                |  |           |             |             |             |             |          |   |       |       |
|  | Barcelona                        | 2             | 1           | 3           |   |                     |                |                |                |                |  |           |             |             |             |             |          |   |       |       |
|  | Barcelona                        | 2             | 1           | 3           |   |                     |                |                |                |                |  | Barcelona | 3           | 2           | 5           |             |          |   |       |       |
|  |                                  |               |             |             |   |                     |                |                |                |                |  | Barcelona | 3           | 2           | 5           |             |          |   |       |       |
|  |                                  | Bayern Munich | 0           | 3           | 3 |                     |                |                |                |                |  |           |             |             |             |             |          |   |       |       |
|  | Basel                            | Bayern Munich | 0           | 3           | 3 | 1                   | 0              | 1              |                |                |  |           |             |             |             |             |          |   |       |       |
|  | Basel                            |               |             |             |   | 1                   | 0              | 1              |                |                |  |           |             |             |             |             |          |   |       |       |
|  | Porto                            | 1             | 4           | 5           |   |                     |                |                |                |                |  |           |             |             |             |             |          |   |       |       |
|  | Porto                            | 1             | 4           | 5           |   | Porto               | 3              | 1              | 4              |                |  |           |             |             |             |             |          |   |       |       |
|  |                                  |               |             |             |   | Porto               | 3              | 1              | 4              |                |  |           |             |             |             |             |          |   |       |       |
|  |                                  | Bayern Munich | 1           | 6           | 7 |                     |                |                |                |                |  |           |             |             |             |             |          |   |       |       |
|  | Shakhtar Donetsk                 | Bayern Munich | 1           | 6           | 7 | 0                   | 0              | 0              |                |                |  |           |             |             |             |             |          |   |       |       |
|  | Shakhtar Donetsk                 |               |             |             |   | 0                   | 0              | 0              |                |                |  |           |             |             |             |             |          |   |       |       |
|  | Bayern Munich                    | 0             | 7           | 7           |   |                     |                |                |                |                |  |           |             |             |             |             |          |   |       |       |

### Round of 16
The draw for the round of 16 was held on ngày 15 tháng 12 năm 2014. The first legs were played on 17, 18, 24 and 25 February, and the second legs were played on 10, 11, 17 and ngày 18 tháng 3 năm 2015.

### Summary
| Đội 1               | TTS          | Đội 2             | Lượt đi | Lượt về      |
| ------------------- | ------------ | ----------------- | ------- | ------------ |
| Paris Saint-Germain | 3–3 (a)      | Chelsea           | 1–1     | 2–2 (s.h.p.) |
| Manchester City     | 1–3          | Barcelona         | 1–2     | 0–1          |
| Bayer Leverkusen    | 1–1 (2–3)(p) | Atlético Madrid   | 1–0     | 0–1 (s.h.p.) |
| Juventus            | 5–1          | Borussia Dortmund | 2–1     | 3–0          |
| Schalke 04          | 4–5          | Real Madrid       | 0–2     | 4–3          |
| Shakhtar Donetsk    | 0–7          | Bayern Munich     | 0–0     | 0–7          |
| Arsenal             | 3–3 (a)      | Monaco            | 1–3     | 2–0          |
| Basel               | 1–5          | Porto             | 1–1     | 0–4          |

### Quarter-finals
The draw for the quarter-finals was held on ngày 20 tháng 3 năm 2015. The first legs were played on 14 and 15 April, and the second legs were played on 21 and ngày 22 tháng 4 năm 2015.
| Đội 1               | TTS | Đội 2         | Lượt đi | Lượt về |
| ------------------- | --- | ------------- | ------- | ------- |
| Paris Saint-Germain | 1–5 | Barcelona     | 1–3     | 0–2     |
| Atlético Madrid     | 0–1 | Real Madrid   | 0–0     | 0–1     |
| Porto               | 4–7 | Bayern Munich | 3–1     | 1–6     |
| Juventus            | 1–0 | Monaco        | 1–0     | 0–0     |

### Các trận đấu

#### Paris Saint-Germain v Barcelona
| Paris Saint-Germain | 1–3    | Barcelona                    |
| ------------------- | ------ | ---------------------------- |
| Mathieu 82' (l.n.)  | Report | Neymar 18' · Suárez 67', 79' |

#### Barcelona v Paris Saint-Germain
| Barcelona       | 2–0    | Paris Saint-Germain |
| --------------- | ------ | ------------------- |
| Neymar 14', 34' | Report |                     |

Barcelona won 5–1 on aggregate.

#### Atlético Madrid v Real Madrid
| Atlético Madrid | 0–0    | Real Madrid |
| --------------- | ------ | ----------- |
|                 | Report |             |

#### Real Madrid v Atlético Madrid
| Real Madrid   | 1–0    | Atlético Madrid |
| ------------- | ------ | --------------- |
| Hernández 88' | Report |                 |

Real Madrid won 1–0 on aggregate.

#### Porto v Bayern Munich
| Porto                                   | 3–1    | Bayern Munich |
| --------------------------------------- | ------ | ------------- |
| Quaresma 3' (ph.đ.), 10' · Martínez 65' | Report | Thiago 28'    |

#### Bayern Munich v Porto
| Bayern Munich                                                             | 6–1    | Porto        |
| ------------------------------------------------------------------------- | ------ | ------------ |
| Thiago 14' · Boateng 22' · Lewandowski 27', 40' · Müller 36' · Alonso 88' | Report | Martínez 73' |

Bayern Munich won 7–4 on aggregate.

#### Juventus v Monaco
| Juventus          | 1–0    | Monaco |
| ----------------- | ------ | ------ |
| Vidal 57' (ph.đ.) | Report |        |

#### Monaco v Juventus
| Monaco | 0–0    | Juventus |
| ------ | ------ | -------- |
|        | Report |          |

Juventus won 1–0 on aggregate.

### Semi-finals
The draw for the semi-finals and final (to determine the "home" team for administrative purposes) was held on ngày 24 tháng 4 năm 2015. The first legs were played on 5 and 6 May, and the second legs were played on 12 and ngày 13 tháng 5 năm 2015.
| Đội 1     | TTS | Đội 2         | Lượt đi | Lượt về |
| --------- | --- | ------------- | ------- | ------- |
| Barcelona | 5–3 | Bayern Munich | 3–0     | 2–3     |
| Juventus  | 3–2 | Real Madrid   | 2–1     | 1–1     |

### Các trận đấu

#### Barcelona v Bayern Munich
| Barcelona                     | 3–0    | Bayern Munich |
| ----------------------------- | ------ | ------------- |
| Messi 77', 80' · Neymar 90+4' | Report |               |

#### Bayern Munich v Barcelona
| Bayern Munich                             | 3–2    | Barcelona       |
| ----------------------------------------- | ------ | --------------- |
| Benatia 7' · Lewandowski 59' · Müller 74' | Report | Neymar 15', 29' |

Barcelona won 5–3 on aggregate.

#### Juventus v Real Madrid
| Juventus                      | 2–1    | Real Madrid |
| ----------------------------- | ------ | ----------- |
| Morata 8' · Tevez 58' (ph.đ.) | Report | Ronaldo 27' |

#### Real Madrid v Juventus
| Real Madrid         | 1–1    | Juventus   |
| ------------------- | ------ | ---------- |
| Ronaldo 23' (ph.đ.) | Report | Morata 57' |

Juventus won 3–2 on aggregate.

### Chung kết
| Juventus   | 1–3    | Barcelona                              |
| ---------- | ------ | -------------------------------------- |
| Morata 55' | Report | Rakitić 4' · Suárez 68' · Neymar 90+7' |

| Hạng | Tên cầu thủ        | Đội                 | Số bàn | Thời gian đã chơi |
| ---- | ------------------ | ------------------- | ------ | ----------------- |
| 1    | Neymar             | Barcelona           | 10     | 1026              |
| 1    | Cristiano Ronaldo  | Real Madrid         | 10     | 1065              |
| 1    | Lionel Messi       | Barcelona           | 10     | 1147              |
| 4    | Luiz Adriano       | Shakhtar Donetsk    | 9      | 628               |
| 5    | Jackson Martínez   | Porto               | 7      | 629               |
| 5    | Thomas Müller      | Bayern Munich       | 7      | 777               |
| 5    | Luis Suárez        | Barcelona           | 7      | 827               |
| 5    | Carlos Tevez       | Juventus            | 7      | 1156              |
| 9    | Sergio Agüero      | Manchester City     | 6      | 550               |
| 9    | Karim Benzema      | Real Madrid         | 6      | 664               |
| 9    | Edinson Cavani     | Paris Saint-Germain | 6      | 920               |
| 9    | Robert Lewandowski | Bayern Munich       | 6      | 932               |

### Đội hình của mùa giải
Đội kỹ thuật UEFA đã chọn 18 cầu thủ dưới đây là đội hình của mùa giải:
| Vị trí | Cầu thủ               | Đội         |
| ------ | --------------------- | ----------- |
| GK     | Gianluigi Buffon      | Juventus    |
| GK     | Marc-André ter Stegen | Barcelona   |
| DF     | Gerard Piqué          | Barcelona   |
| DF     | Javier Mascherano     | Barcelona   |
| DF     | Jordi Alba            | Barcelona   |
| DF     | Branislav Ivanović    | Chelsea     |
| DF     | Giorgio Chiellini     | Juventus    |
| MF     | Sergio Busquets       | Barcelona   |
| MF     | Andrés Iniesta        | Barcelona   |
| MF     | Toni Kroos            | Real Madrid |
| MF     | Ivan Rakitić          | Barcelona   |
| MF     | Andrea Pirlo          | Juventus    |
| MF     | Claudio Marchisio     | Juventus    |
| FW     | Lionel Messi          | Barcelona   |
| FW     | Neymar                | Barcelona   |
| FW     | Luis Suárez           | Barcelona   |
| FW     | Álvaro Morata         | Juventus    |
| FW     | Cristiano Ronaldo     | Real Madrid |